# Spilogona sychevskayae
Spilogona sychevskayae är en tvåvingeart som beskrevs av Adrian C. Pont 1970. Spilogona sychevskayae ingår i släktet Spilogona och familjen husflugor. Inga underarter finns listade i Catalogue of Life.